# Neonauclea calcarea
Neonauclea calcarea är en måreväxtart som beskrevs av Colin Ernest Ridsdale. Neonauclea calcarea ingår i släktet Neonauclea och familjen måreväxter. Inga underarter finns listade i Catalogue of Life.